# Lanugo hebetis
Lanugo hebetis là một loài tò vò trong họ Ichneumonidae.